# Jan Krob
Jan Krob (Praga, 24 aprile 1987) è un allenatore di calcio ed ex calciatore ceco, di ruolo difensore.

## Palmarès

### Giocatore

#### Competizioni nazionali
- Supercoppa della Repubblica Ceca: 1

Sparta Praga: 2010